# 高開賢
高開賢，OMIC，SLM（1953年1月22日—），廣東陸豐人，中华人民共和国政治人物，現任澳門立法會主席，曾任第一屆直接選舉，第二、三、四、五、六屆間接選舉議員，立法會第一秘書。2010年9月6日當選澳門中華總商會理事長。

## 現任
- 澳門特別行政區立法會主席
- 全國人大代表（第十屆、十一屆、十二屆、十三屆、十四屆）[2]。
  - 第十四届全国人大常委会委员

## 曾任
- 澳門第四、五、六屆立法會議員（1991－1999年）
- 澳門特別行政區立法會議員（1999－2021年）
- 中華全國青年聯合會副主席
- 澳門中華總商會副理事長

## 外部連結
- www.updmo.org

| 前任： 崔世昌（代理） 賀一誠（正任） | 澳門特別行政區立法會主席 · 2019年－ | 繼任： 現任 |